# Asplenium prenticei
Asplenium prenticei là một loài dương xỉ trong họ Aspleniaceae. Loài này được F.M.Bailey mô tả khoa học đầu tiên năm 1879.
Danh pháp khoa học của loài này chưa được làm sáng tỏ. 